# Callicostella mexicana
Callicostella mexicana là một loài rêu trong họ Pilotrichaceae. Loài này được H. Rob. & W.H. Welch mô tả khoa học đầu tiên năm 1966.